# مانوآئه
مانوآئه
(به تاهیتیایی: Manuaʻe) یک آبسنگ حَلقَوی (خوست) است که تقریباً ۶۰ کیلومتر (۳۷ مایل) در شمال غربی ماوپیهائا (
(به تاهیتیایی: Maupiha'a)) و ۲۵۵ کیلومتر (۱۵۸ مایل) در غرب مائوپیتی، در اقیانوس آرام جنوبی واقع شده است. مانوآئه غربی‌ترین جزیره از جزایر بادپناه بوده که از خود از جمله مجمع الجزایر انجمن می‌باشند و در ۲۱۷ مایلی (۳۵۰ کیلومتر) غرب بورا بورا و ۳۴۲ مایلی (۵۵۰ کیلومتر) غرب پاپِه ته قرار دارد.

## جغرافیا

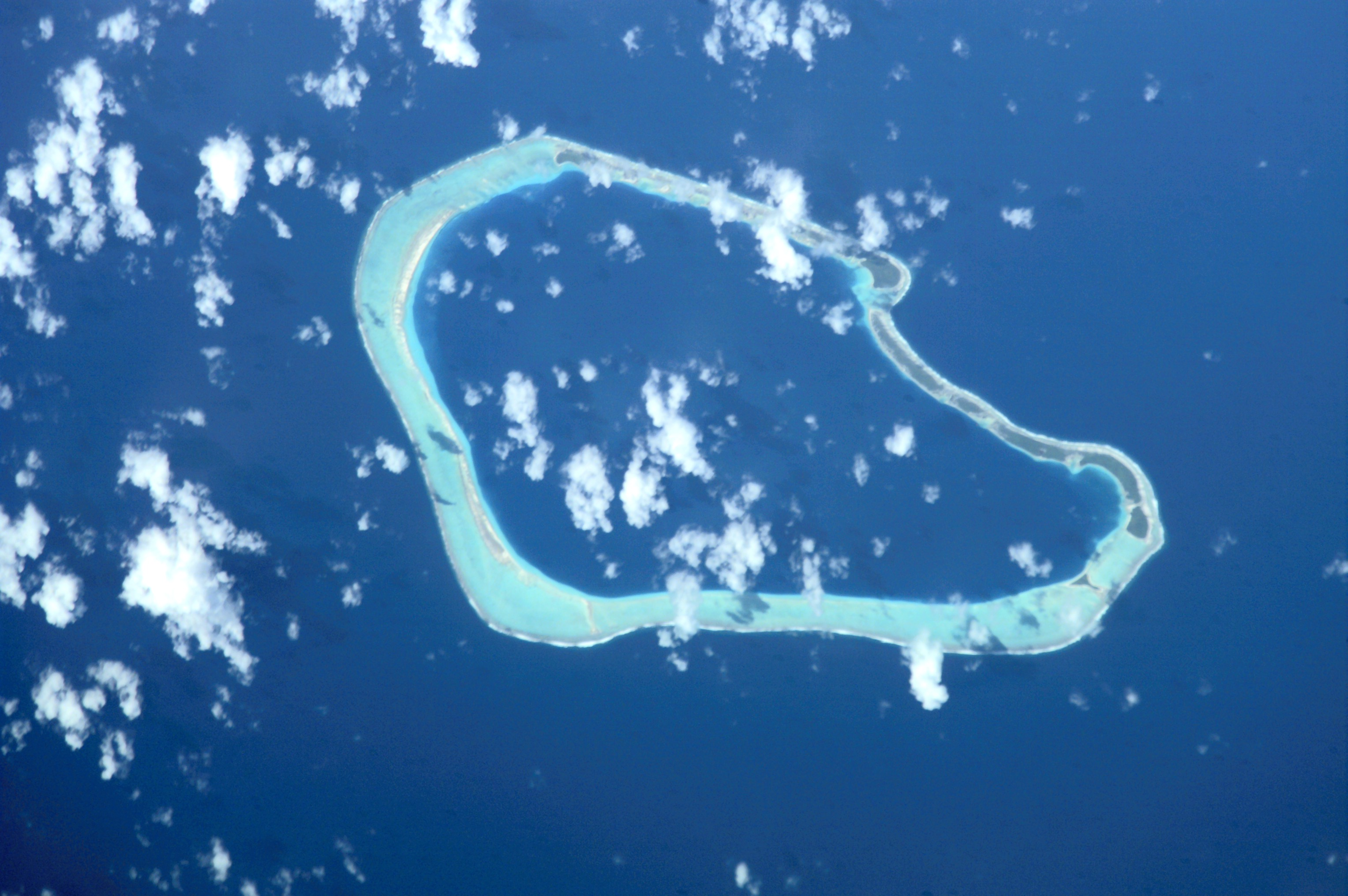
تصویر هوایی از آب‌سنگ حلقوی مانوآئه

مانوآئه از حلقه‌ای از موُتوها (جزایر خُرد) به قطر تقریباً ۶–۷ مایلی تشکیل شده است. که با گذرگاه‌های غیرقابل کشتیرانی از هم جدا شده و دارای ارتفاعی تنها چند فوت بالاتر از سطح دریا می‌باشند. این موُتوها عمدتاً با نخل نارگیل و درختچه‌زار استوایی پوشیده شده و دارای سواحل شنی می‌باشند و مساحت کل اراضی این آبسنگ حلقوی در حدود ۳٫۵ کیلومتر مربع (۱٫۴ مایل مربع) می‌باشد.

## تقسیمات اداری
از لحاظ تقسیم‌بندی اداری، این آبسنگ حلقوی بخشی از کُمون مائوپیتی است که خود بخشی از بخش اداری
جزایر بادپناه می‌باشد.

## ذخیره‌گاه طبیعی
کولاب(لاگون)  این آبسنگ حلقوی، که سکونتگاه تعدادی از گونه‌های کمیاب حیات وحش است، از سال ۱۹۹۲ به عنوان یک ذخیره‌گاه طبیعی تبدیل شده است. این سواحل زیستگاهی مورد علاقه برای لاک‌پشت دریایی، از جمله گونه در حال انقراض لاک‌پشت سبز دریایی می‌باشد که هر سال از نوامبر به سواحل مانوآئه بازمی‌گردند. صخره‌های مرجانی مانوآئه همچنین میزبان بسترهای صدف چروک بزرگ است که ۳ یا ۴ میلیون صدف را شامل می‌شود.

## تاریخچه
اولین بازدیدکننده اروپایی از مانوآئه، ساموئل والیس، دریانورد و کاوشگر بریتانیایی در سال ۱۷۶۷ بود. در آن زمان دهکده کوچکی در مانوآئه ایجاد شد که بقایای آن هنوز در قسمت شمالی جزیره اصلی یافت می‌شود.. این آبسنگ، محل غرق شدن کشتی سه دکله جولیا آن در سال ۱۸۵۵ بود. خدمه و مسافران آن، از جمله بیست و چهار زن و کودک، به مدت دو ماه در مانوآئه سکونت داشته و در این مدت توانستند قایقی بسازند که با آن به رایاتئا مسافرت نمایند. هیچ مدرکی وجود ندارد که نشان دهد این جزایر قبل از غرق شدن کشتی جولیا آن، کشتی‌ای که مسافران آن عمدتاً از  مُقَدَّسینِ آخرین زمان (مورمون‌ها) در مسیرشان از استرالیا به ایالات متحده بودند، دارای سکنه دائمی بوده. از سال ۱۹۵۲، این جزایر به‌طور مرتب توسط بازرگانان مغز نارگیل (کوپرا) بازدید می‌شد. در طول دهه ۱۹۶۰، مانوآئه بازدیدکنندگانی داشت که برای صید تعداد زیادی از لاک پشت‌های دریایی به آن جزیره سفر نمودند، تا اینکه در سال ۱۹۷۱ فعالیت آنها به‌طور قانونی محدود شد.
مانوآئه که هیچ ارتباط منظمی از طریق کشتی یا خطوط هوایی با مکان‌های دیگر در پلی‌نزی فرانسه ندارند، در مالکیت "Compagnie Française de Tahiti" است که در دهه ۱۹۲۰ تعداد ۵۷٬۰۰۰ نفرنخل نارگیل را در آنجا کشت کرد. مزرعه‌ای که اکنون متروکه شده است، زمانی سالانه ۷۰ تن، مغز نارگیل (کوپرا) تولید می‌نمود.
در ۲۵ ژوئن ۲۰۰۵، خانواده سیلوروود از اهالی کالیفرنیا با یک قایق دوبَدَنه (کاتامِرَن) ۵۵ فوتی به نام «جین زمرد سبز» به این آبسنگ برخورد نمود. به لطف یک تماس اضطراری از نوع EPIRB، این خانواده گرفتار حادثه، توسط یک هواپیمای نیروی دریایی فرانسه مشاهده شده، توسط خانواده تاپوتو که مقیم مانوآئه بودند، نجات یافته و روز بعد در ۲۶ ژوئن با یک هلیکوپتر از این آبسنگ خارج شدند. جان سیلوروود، کاپیتان «جین زمرد سبز»، پای خود در اثر این سانحه از دست داد و این تجربه را در کتاب خود به نام «موج سیاه» شرح داد. پس از این حادثه، او سازمانی به نام GodSwell را بنیاد نهاد که افراد دارای معلولیت و بیماری‌های تهدید کننده زندگی را به مسافرت‌های تفریحی بروی دریا می‌برد. وی همچنین در یکی از اپیزودهای من نباید زنده باشم و من نجات یافتم، حضور داشت

## نام‌های دیگر
نام‌های دیگری که به مانوآئه داده شده عبارتند از
(به تاهیتیایی: Fenua 'Ura) و
(به تاهیتیایی: Putai)، جزیره پرندگان (به اسپانیایی: Isla de Pájaros) و سیلی (به انگلیسی: Scilly).